# John Brett

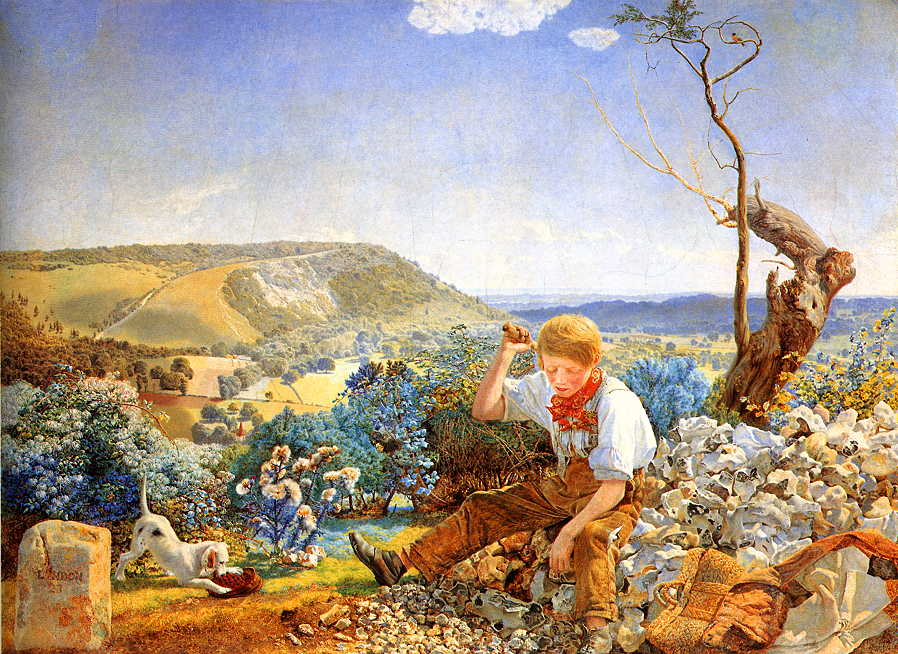
The Stonebreaker, 1858, Walker Art Gallery, Liverpool

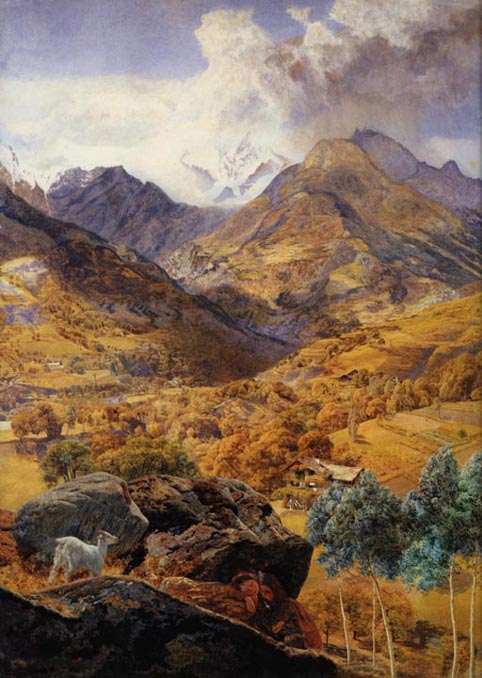
Valle d'Aosta, 1858

John Brett (Bletchingley, Surrey, 8 december 1831 - Londen, 7 januari 1902) was een Engels kunstschilder die geassocieerd wordt met de beweging van de Prerafaëlieten, maar geen lid was van de groepering.

## Leven en werk
Bretts vader was veearts in het leger en 15 jaar lang reisde het gezin het regiment achterna. Toen zijn vader een vaster standplaats kreeg in Maidstone vestigde het gezin zich in het nabijgelegen dorp Detling. De jonge John Brett had inmiddels belangstelling ontwikkeld voor zowel schilderen als astronomie. Zijn eerste tekenlessen kreeg hij van de landschapschilder James Duffield Harding en Richard Redgrave. In 1853 ging hij naar de opleiding van de Royal Academy of Arts waar hij zich bekwaamde in de aquarelkunst.
Brett raakte onder de indruk van de geschriften van de schrijver en kunstcriticus John Ruskin en van het werk van de Prerafaëlieten. Hij deelde met de laatsten zijn voorkeur voor het uiterst nauwgezet weergeven van details in het landschap. De eerste werken die hij aan de Royal Academy exposeerde getuigen daar ook van. In 1856 bezocht hij Zwitserland, wat het schilderij The Glacier of Rosenlaui opleverde (nu in de Tate Gallery, Londen). Dit werk werd tentoongesteld in 1857 en bezorgde hem de nodige faam. Met The Stonebreaker (Walker Art Gallery, Liverpool), een eveneens zeer gedetailleerd werk uit 1858, vestigde hij zijn naam.
Hij had inmiddels kennisgemaakt met William Holman Hunt en zijn werk trok ook de aandacht van John Ruskin. Deze herkende het oog dat de schilder toonde voor de geologie, een specialisme van Ruskin, en moedigde hem aan naar Italië te gaan en met name de Valle d'Aosta te bezoeken en te schilderen. Gesteund door Ruskin deed hij dat ook en het uiteindelijke werk werd in 1859 tentoongesteld. Ruskin was zeer ingenomen met het werk en kocht het aan. Andere critici waren minder lovend en karakteriseerden het werk als 'te fotografisch'.
Mede geïnspireerd door zijn bezoeken aan het Middellandse Zeegebied en andere reizen die hij ondernam met zijn eigen schip ging hij zich in de jaren 1860 steeds meer toeleggen op het schilderen van zeegezichten, met name die van de kusten van Devon, Cornwall, de Kanaaleilanden en Wales.
In 1869 ontmoette hij zijn toekomstige vrouw Mary Ann Howcraft. Zijn kregen zeven kinderen. Zijn belangstelling voor astronomie had hij behouden en in 1871 werd hij gekozen als lid van de Royal Astronomical Society. In 1881 werd hij lid van de Royal Academy. Hij woonde in de Londense Harley Street en later in een door hemzelf ontworpen huis in Putney, waar hij in 1902 overleed.